# Prix Gémeaux du meilleur magazine à caractère social
Le prix Gémeaux du meilleur magazine à caractère social est une récompense télévisuelle remise par l'Académie canadienne du cinéma et de la télévision en 2000 et 2002.

## Lauréats
- 2000 - Enjeux
- 2002 - Tout le monde en parle